# Онтиверо, Лукас
Лукас Элиас Онтиверо (исп. Lucas Elías Ontivero; 9 сентября 1994, Сан-Фернандо-дель-Валье-де-Катамарка) — аргентинский футболист, полузащитник эквадорского клуба «Кумбая».

## Клубная карьера
Первым клубом в профессиональной карьере футболиста Лукаса Онтиверо стал уругвайский «Феникс». 13 апреля 2013 года он дебютировал в чемпионате Уругвая, выйдя на замену во втором тайме гостевого поединка против команды «Сентраль Эспаньол». Спустя месяц Онтиверо забил свой первый гол на высшем уровне, отметившись в самой концовке домашнего матча против «Серро».
31 января 2014 года аргентинец перешёл в турецкий «Галатасарай», подписав контракт на 4,5 года. Стоимость трансфера составила 2 млн евро. Стамбульский клуб отдавал его в аренду «Газиантепспору», венгерскому «Гонведу» и словенской «Олимпии».
18 января 2016 года Онтиверо был арендован клубом MLS «Монреаль Импакт». В североамериканской лиге дебютировал 6 марта в матче стартового тура сезона 2016 против «Ванкувер Уайткэпс». 28 мая в матче против «Лос-Анджелес Гэлакси» забил свой первый гол в MLS. По окончании сезона 2016 Онтиверо покинул канадский клуб.
6 января 2017 года контракт Онтиверо с «Галатасараем» был расторгнут по взаимному согласию сторон. Клуб выплатил игроку выходное пособие в размере 550 тыс. евро.
В конце января 2017 года он перешёл в чилийский «Универсидад де Чили», а в июле того же года — в мексиканский «Венадос».
24 августа 2019 года Онтиверо подписал контракт с «Орландо Сити В», резервной командой клуба MLS «Орландо Сити».
В августе 2023 года Онтиверо перешёл в клуб чемпионата Эквадора «Кумбая».

## Достижения
«Галатасарай»
- Обладатель Кубка Турции (1): 2013/14
- Обладатель Суперкубка Турции (1): 2015

 «Универсидад де Чили»
- Чемпион Чили (1): Кл. 2017